# Калытяки
Калытяки (укр. Калитяки) — село в Яворовской городской общине Яворовского района Львовской области Украины.
Население по переписи 2001 года составляло 617 человек. Занимает площадь 0,694 км². Почтовый индекс — 81017. Телефонный код — 3259.